# Obtusodonta equitatoria
Obtusodonta equitatoria är en stekelart som först beskrevs av Georg Wolfgang Franz Panzer 1786.  Obtusodonta equitatoria ingår i släktet Obtusodonta och familjen brokparasitsteklar. Arten är reproducerande i Sverige.

## Underarter
Arten delas in i följande underarter:
- O. e. carnifex
- O. e. flaviceps